# Úrvalsdeild (2021)
Úrvalsdeild (2021) (znana jako Pepsi Max Deildin ze względów sponsorskich)
– 110. edycja najwyższej klasy rozgrywkowej piłki nożnej na Islandii.
Brało w niej udział 12 drużyn, które w okresie od 30 kwietnia do 25 września 2021 rozegrały 22 kolejki meczów.
Obrońcą tytułu był zespół Valur. Mistrzostwo po raz szósty w historii zdobyła drużyna Víkingur Reykjavík.

## Drużyny
| Uczestnicy poprzedniej edycji                                                                                 | Uczestnicy poprzedniej edycji | Uczestnicy poprzedniej edycji | Uczestnicy poprzedniej edycji |
| --- | ----------------------------- | ----------------------------- | ----------------------------- |
| VAL | Valur                         | 1                             |                               |
| FH | FH                            | 2                             |                               |
| STJ | Stjarnan                      | 3                             |                               |
| BRE | Breiðablik                    | 4                             |                               |
| KRE | KR                            | 5                             |                               |
| FYL | Fylkir                        | 6                             |                               |
| KA | KA Akureyri                   | 7                             |                               |
| ÍA | Akraness                      | 8                             |                               |
| HKÓ | HK                            | 9                             |                               |
| VÍR | Víkingur Reykjavík            | 10                            |                               |
| Awans z 1. deild 2020                                                                                         |                               |                               |                               |
| ÍBK | Keflavík                      | 1                             |                               |
| LEI | Leiknir                       | 2                             |                               |
| Oznaczenia: - kolumna pierwsza – skróty nazw drużyn, - kolumna trzecia – miejsce zajęte w poprzednim sezonie. |                               |                               |                               |

## Tabela
| Lp. | Drużyna            | M  | Z  | R | P  | B+ | B– | +/– | Pkt | Kwalifikacja lub spadek                               |
| --- | ------------------ | -- | -- | - | -- | -- | -- | --- | --- | ----------------------------------------------------- |
| 1   | Víkingur R. (M, P) | 22 | 14 | 6 | 2  | 38 | 21 | +17 | 48  | Liga Mistrzów UEFA • Runda wstępna                    |
| 2   | Breiðablik         | 22 | 15 | 2 | 5  | 55 | 21 | +34 | 47  | Liga Konferencji Europy UEFA • I runda kwalifikacyjna |
| 3   | KR                 | 22 | 12 | 5 | 5  | 35 | 19 | +16 | 41  | Liga Konferencji Europy UEFA • I runda kwalifikacyjna |
| 4   | KA                 | 22 | 12 | 4 | 6  | 36 | 20 | +16 | 40  |                                                       |
| 5   | Valur              | 22 | 12 | 3 | 7  | 37 | 26 | +11 | 39  |                                                       |
| 6   | FH                 | 22 | 9  | 6 | 7  | 39 | 26 | +13 | 33  |                                                       |
| 7   | Stjarnan           | 22 | 6  | 4 | 12 | 24 | 36 | −12 | 22  |                                                       |
| 8   | Leiknir            | 22 | 6  | 4 | 12 | 18 | 32 | −14 | 22  |                                                       |
| 9   | ÍA                 | 22 | 6  | 3 | 13 | 29 | 44 | −15 | 21  |                                                       |
| 10  | Keflavík           | 22 | 6  | 3 | 13 | 23 | 38 | −15 | 21  |                                                       |
| 11  | HK (S)             | 22 | 5  | 5 | 12 | 21 | 39 | −18 | 20  | Spadek do 1. deild karla                              |
| 12  | Fylkir (S)         | 22 | 3  | 7 | 12 | 18 | 51 | −33 | 16  | Spadek do 1. deild karla                              |

## Wyniki
| Gospodarz \ Gość | BRE | FH  | FYL | HK  | ÍA  | KA  | KEF | KR  | LEI | STJ | VAL | VÍK |
| ---------------- | --- | --- | --- | --- | --- | --- | --- | --- | --- | --- | --- | --- |
| Breiðablik       |     | 4–0 | 2–0 | 3–0 | 2–1 | 2–0 | 4–0 | 0–2 | 4–0 | 4–0 | 3–0 | 4–0 |
| FH               | 1–0 |     | 1–0 | 2–4 | 5–1 | 1–1 | 0–0 | 0–2 | 5–0 | 1–1 | 1–1 | 1–2 |
| Fylkir           | 0–7 | 0–2 |     | 1–2 | 3–1 | 2–1 | 4–2 | 1–1 | 0–0 | 1–1 | 0–6 | 0–3 |
| HK               | 2–3 | 1–3 | 2–2 |     | 1–3 | 0–0 | 1–0 | 0–1 | 2–1 | 1–0 | 0–3 | 0–0 |
| ÍA               | 2–3 | 0–3 | 5–0 | 4–1 |     | 0–2 | 2–2 | 0–2 | 3–1 | 0–0 | 2–1 | 1–1 |
| KA               | 0–2 | 2–2 | 2–0 | 2–0 | 3–0 |     | 2–1 | 1–2 | 3–0 | 2–1 | 0–1 | 0–1 |
| Keflavík         | 2–0 | 0–5 | 1–1 | 2–0 | 2–3 | 1–4 |     | 0–2 | 1–0 | 2–0 | 1–2 | 1–2 |
| KR               | 1–1 | 1–1 | 4–0 | 1–1 | 3–1 | 1–3 | 1–0 |     | 2–1 | 1–2 | 2–3 | 1–2 |
| Leiknir          | 3–3 | 2–1 | 3–0 | 0–0 | 2–0 | 0–1 | 0–1 | 0–2 |     | 2–0 | 1–0 | 2–1 |
| Stjarnan         | 1–3 | 0–4 | 2–0 | 2–1 | 4–0 | 0–1 | 2–3 | 0–2 | 0–0 |     | 2–1 | 2–3 |
| Valur            | 3–1 | 2–0 | 1–1 | 3–2 | 2–0 | 1–4 | 2–1 | 1–0 | 1–0 | 1–2 |     | 1–1 |
| Víkingur R.      | 3–0 | 2–0 | 2–2 | 3–0 | 1–0 | 2–2 | 1–0 | 1–1 | 2–0 | 3–2 | 2–1 |     |

## Najlepsi strzelcy
| Bramki | Strzelcy                     | Drużyna            |
| ------ | ---------------------------- | ------------------ |
| 16     | Nikolaj Hansen               | Víkingur Reykjavik |
| 11     | Hallgrímur Mar Steingrímsson | KA                 |
| 11     | Árni Vilhjálmsson            | Breiðablik         |
| 10     | Sævar Atli Magnússon         | Leiknir            |
| 10     | Joey Gibbs                   | Keflavík           |
| 9      | Steven Lennon                | FH                 |
| 9      | Patrick Pedersen             | Valur              |
| 9      | Kristinn Steindórsson        | Breiðablik         |

Źródło: soccerway

## Stadiony
| Breiðablik     |
| -------------- |
| Kópavogsvöllur |
| 3009           |
|                |

| FH         |
| ---------- |
| Kaplakriki |
| 6450       |
|            |

| Fylkir              |
| ------------------- |
| Floridana völlurinn |
| 1854                |
|                     |

| HK     |
| ------ |
| Kórinn |
| 1452   |
|        |

| ÍA            |
| ------------- |
| Akranesvöllur |
| 3054          |
|               |

| KA              |
| --------------- |
| Akureyrarvöllur |
| 1645            |
|                 |

| Keflavík       |
| -------------- |
| Nettóvöllurinn |
| 5200           |
|                |

| KR        |
| --------- |
| KR-völlur |
| 3333      |
|           |

| Leiknir       |
| ------------- |
| Leiknisvöllur |
| 1025          |
|               |

| Stjarnan      |
| ------------- |
| Stjörnuvöllur |
| 1440          |
|               |

| Valur             |
| ----------------- |
| Vodafonevöllurinn |
| 2465              |
|                   |

| Víkingur R.   |
| ------------- |
| Víkingsvöllur |
| 1848          |
|               |